# تن‌فروشی در اسرائیل
تن‌فروشی در اسرائیل قانونی است. گرچه دولت این کشور راه اندازی فاحشه خانه را غیرقانونی می‌داند اما نتیجه تحقیق یک کمیته پارلمانی در سال ۲۰۰۵ حاکی از آن بود که سالانه ۳۰۰۰ تا ۵۰۰۰ زن برای فروش و عرضه در فحشا به اسرائیل قاچاق می‌شوند.